# Estatua del Oso y el Madroño
Estatua del Oso y el Madroño (Björnen och jordgubbsträdet) är en staty i Madrid, Spanien. 